# Amaracarpus pubescens
Amaracarpus pubescens är en måreväxtart som beskrevs av Carl Ludwig von Blume. Amaracarpus pubescens ingår i släktet Amaracarpus och familjen måreväxter.

## Underarter
Arten delas in i följande underarter:
- A. p. microphyllus
- A. p. pubescens